# Ichizo Nakata
Ichizo Nakata (中田 一三 Nakata Ichizo?, nacido el 19 de abril de 1973 en Iga) es un exfutbolista japonés. Jugaba de defensa y su último club fue el Ventforet Kofu de Japón.

## Trayectoria

### Clubes
| Club                | País  | Año         |
| ------------------- | ----- | ----------- |
| Yokohama Flügels    | Japón | 1992 - 1995 |
| Avispa Fukuoka      | Japón | 1996 - 1997 |
| Oita Trinity        | Japón | 1998        |
| JEF United Ichihara | Japón | 1998 - 2000 |
| Oita Trinita        | Japón | 2001        |
| Vegalta Sendai      | Japón | 2002 - 2003 |
| Ventforet Kofu      | Japón | 2004        |

## Palmarés

### Títulos nacionales
| Título             | Club             | País  | Año  |
| ------------------ | ---------------- | ----- | ---- |
| Copa del Emperador | Yokohama Flügels | Japón | 1993 |